# Buellia amblyogona
Buellia amblyogona är en lavart som beskrevs av Müll. Arg. 1895. Buellia amblyogona ingår i släktet Buellia och familjen Caliciaceae.   Inga underarter finns listade i Catalogue of Life.